# فیرسوو
فیرسوو (به لاتین: Firsovo) یک منطقهٔ مسکونی در روسیه است که در سرزمین آلتای واقع شده‌است.